# 英属向风群岛
英属向风群岛是西印度群岛向风群岛的英国殖民地的行政区，该行政区存在于1833年到1959年12月31日之间，由格林纳达、圣卢西亚、圣文森特、格林纳丁斯、巴巴多斯（1885年的总督府所在地，1885年后恢复为独立的殖民地）、多巴哥（直到1889年并入特立尼达）和多米尼加（1940年加入，以前是英属背风群岛的一部分）组成。

## 行政历史
从1871年到1885年，殖民地总督府的所在地是巴巴多斯的布里奇敦，之后转移为格林纳达的圣乔治。这些岛屿不是一个单一的殖民地，而是一个由数个不同殖民地组成的联邦。这些殖民地有一个共同的总督，而每个岛屿仍保留着自己的行政机构。向风群岛没有共同的立法机构、法律、税收或关税。然而，有一个共同的审计系统，将数个岛屿联合起来一起维护某些公共事业机构。

## 司法史
1859年，向风群岛成立了一个共同上诉法院。该法院的法官由各岛屿殖民地的首席法官组成。根据1919年西印度上诉法院法案，该法院被西印度上诉法院取代。西印度上诉法院不仅负责向向风群岛提出上诉，还负责管理背风群岛联邦殖民地、巴巴多斯、特立尼达和多巴哥以及英属圭亚那的上诉案件。
1939年，向风和背风群岛最高法院和向风和背风群岛上诉法院分别成立。1967年两所法院被东加勒比最高法院取代。 